# Daniel Birgmark
Björn Daniel Birgmark (Gotemburgo, 5 de marzo de 1973) es un deportista sueco que compitió en vela en la clase Finn.
Ganó una medalla de bronce en el Campeonato Europeo de Finn de 2010. Participó en tres Juegos Olímpicos de Verano, entre los años 2004 y 2012, ocupando el cuarto lugar en Pekín 2008.

## Palmarés internacional
| \| Campeonato Europeo \| Campeonato Europeo \| Campeonato Europeo \| Campeonato Europeo \| \| Año \| Lugar \| Medalla \| Clase \| \| ------------------ \| ------------------ \| ------------------ \| ------------------ \| \| 2010 \| Split (Croacia) \| Medalla de bronce \| Finn \| |                 |                   |       |
| Campeonato Europeo |                 |                   |       |
| Año | Lugar           | Medalla           | Clase |
| 2010 | Split (Croacia) | Medalla de bronce | Finn  |